# Урагус
Ура́гус, или длиннохвостая чечевица, или длиннохвостый снегирь (лат. Carpodacus sibiricus) — певчая птица семейства вьюрковых. Долгое время птица находилась в монотипическом роде Uragus, пока его не объединили вместе с алыми вьюрками Haematospiza и бонийскими дубоносами Chaunoproctus в трибу чечевиц Carpodacini .

## Описание
Длина тела взрослой птицы 16—19 см, крыла — 6,8—7,9 см, размах крыльев 20—23 см, масса 14—20 г. За счёт своего длинного хвоста выглядит крупнее воробья. Половой диморфизм ярко выражен, самцы имеют пеструю окраску, вся голова, надхвостье и брюшко имеют розовую окраску, хвост и крылья чёрно-белые, на горле и зобе имеются белые вкрапления, кроющие уха также имеют пестрины. Глаза чёрного цвета. Цевка имеет варьирующий цвет от грязно-розового до почти чёрного. Клюв урагусов короткий, предназначен для поедания мелких зерен, таких как конопля и полынь. Самки и молодые самцы имеют серую окраску с редкими вкраплениями чёрных пестрин, надхвостье охристого или розового цвета.

## Распространение
Распространён на большей территории Азии, Центральной и Восточной Японии, Китае, Монголии, Корее, Казахстане, Кыргызстане.
В России распространён от Юга Сибири до Юго-Восточной Азии. Гнездовой ареал доходит на запад до Урала; является обычным видом. Известны залеты до Западной Европы.

## Место обитания
Во время кочевок птицы придерживаются железных дорог, пойм рек и магистралей, преимущественно в низких кустарниках, нередко может кормиться вместе с чечётками и воробьями. В гнездовое время держатся на одном месте. На кочевках можно наблюдать урагусов небольшими стайками по 5-10 особей.

## Питание
В основном питаются семенами (лён, конопля, полынь, крапива), собирая их на земле или же с трав, в рацион частично входят насекомые.

## Размножение
Гнездовой период наступает поздно, в середине мая. Гнездятся, в основном, по берегам рек, на болотах в зарослях кустарников на высоте от 0,5 до 3 м, редко выше, гнездо имеет аккуратную бокалообразную форму, в подстилке используются перья и шерсть, а также различные веточки. За период пара высиживает один выводок из 3-6 птенцов, яйца насиживает самка, самец редко принимает участие, период насиживания продолжается около двух недель. Первые дни после вылупления самец кормит самку, которая передаёт корм птенцам.

## Систематика
Выделяют три подвида:
- Carpodacus sibiricus sanguinolentus (Temminck & Schlegel, 1848)
- Carpodacus sibiricus sibiricus (Pallas, 1773)
- Carpodacus sibiricus ussuriensis (Buturlin, 1915)

## Иллюстрации

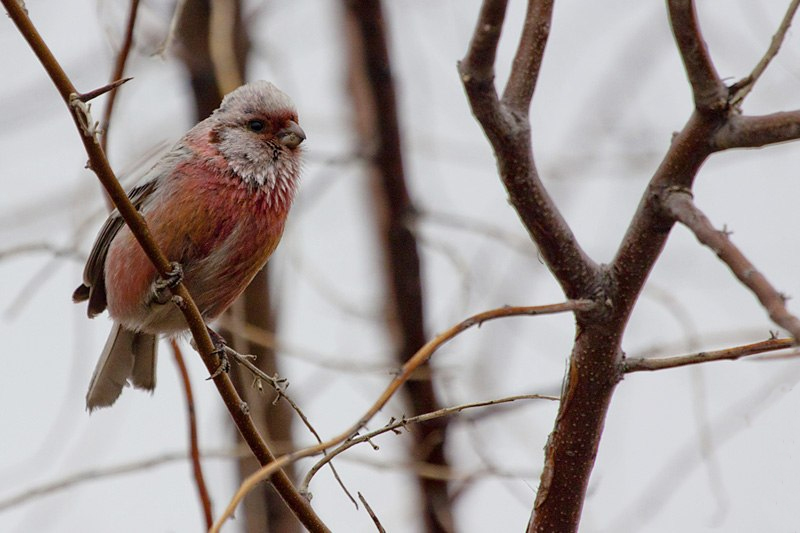
Самец урагуса
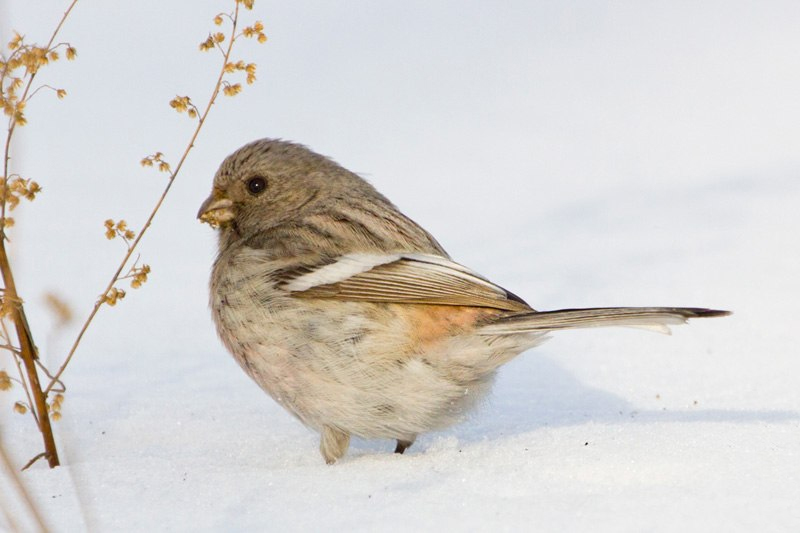
Молодая особь
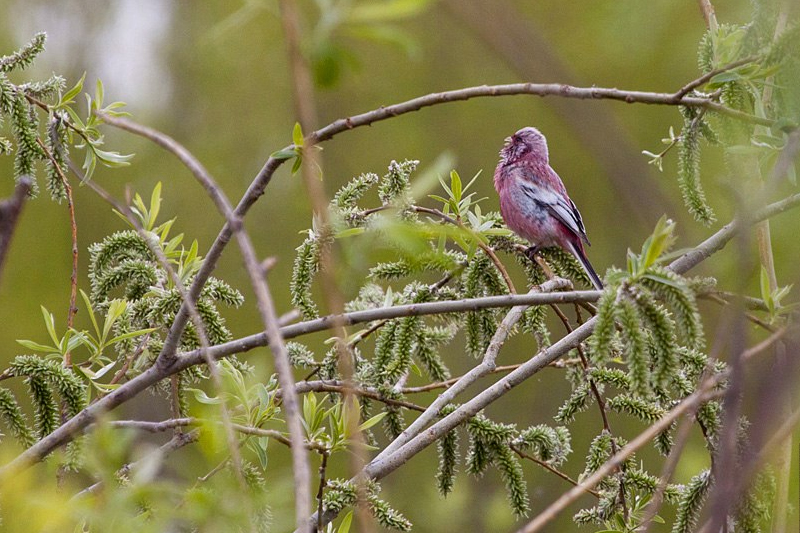
Поющий самец урагуса в биотопе
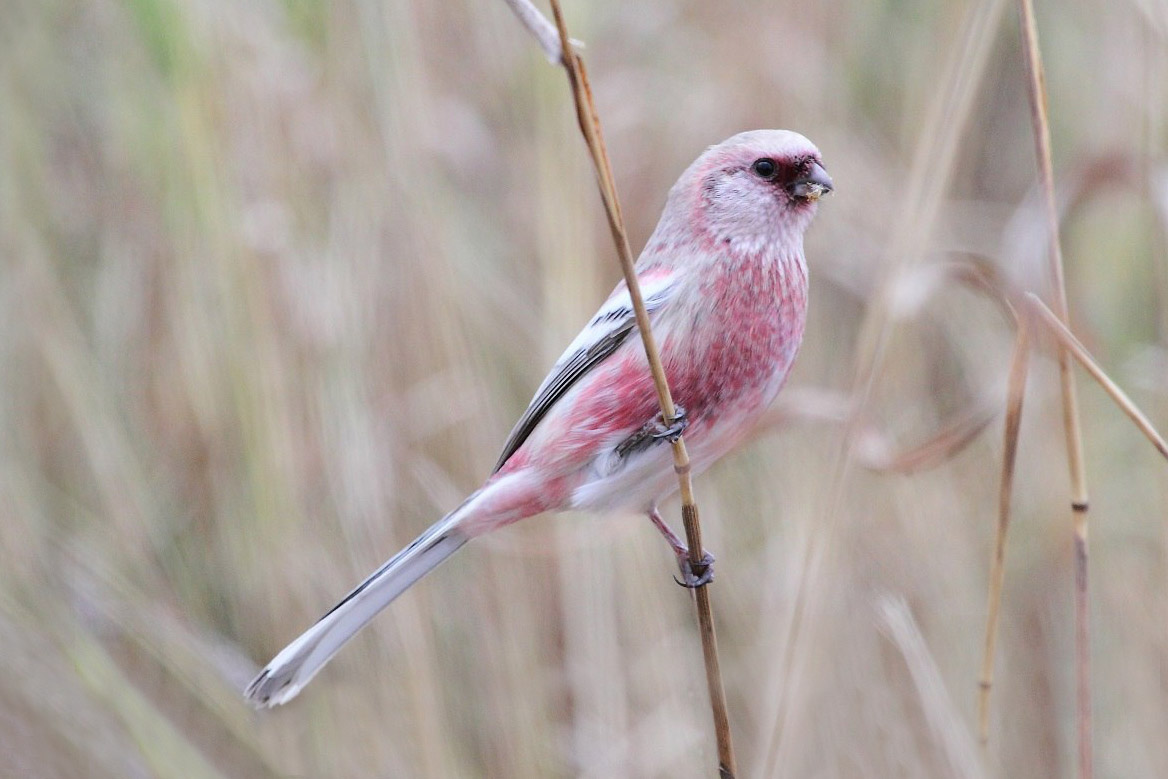
Самец урагуса